# Hiei (slagskepp)
Hiei (比叡) var en slagkryssare (senare ombyggd till ett slagskepp) som tjänstgjorde i den kejserliga japanska flottan under första och andra världskriget. Hon designades av den brittiske mariningenjören George Thurston och var den andra av totalt fyra slagkryssare i Kongō-klassen, som var bland de tyngst bestyckade fartygen i någon flotta när de byggdes. Hiei kölsträcktes 1911 på varvet i Yokosuka och togs formellt i bruk 1914. Hon patrullerade utanför den kinesiska kusten vid flera tillfällen under första världskriget och hjälpte till med räddningsinsatser efter den stora Kantō-jordbävningen 1923.
Från och med 1929 byggdes Hiei om till ett skytteutbildningsfartyg för att undvika att skrotas enligt villkoren i Washingtonavtalet. Hon tjänstgjorde som kejsare Hirohitos transportfartyg i mitten av 1930-talet. Från och med 1937 genomgick hon en fullskalig ombyggnad som innebar att hennes överbyggnad byggdes om helt och hållet, att hennes maskineri uppgraderades och att hon utrustades med katapulter för pontonflygplan. Nu var hon tillräckligt snabb för att följa Japans växande flotta av hangarfartyg och om klassificerades till ett snabbt slagskepp. På tröskeln till USA:s inträde i andra världskriget seglade hon som en del av viceamiral Chuichi Nagumos kombinerade flotta och eskorterade de sex hangarfartyg som attackerade Pearl Harbor den 7 december 1941.
Som en del av den 3:e slagskeppsdivisionen deltog Hiei i många av den japanska flottans tidiga strider 1942 och gav understöd till invasionen av Nederländska Ostindien (numera Indonesien) samt till räderna i Indiska oceanen i april 1942. Under slaget vid Midway seglade hon i invasionsstyrkan under amiral Nobutake Kondō, innan hon omplacerades till Salomonöarna under slaget om Guadalcanal. Hon eskorterade japanska hangarfartygsstyrkor under striderna vid östra Salomonöarna och Santa Cruzöarna, innan hon seglade som en del av en bombardemangsstyrka under amiral Kondō under sjöslaget vid Guadalcanal. Tidigt på morgonen den 13 november 1942 angrep Hiei amerikanska kryssare och jagare tillsammans med sitt systerfartyg Kirishima. Efter att ha tillfogat amerikanska kryssare och jagare stora skador blev Hiei immobiliserad av de amerikanska fartygen. Efter att ha utsatts för ett luftangrepp i dagsljus från USS Enterprise borrades hon i sank på kvällen den 13 november 1942.

## Design och konstruktion
Hiei var det andra av den kejserliga japanska flottans slagkryssare i Kongō-klassen, en klass av fartyg som designats av den brittiske marinarkitekten George Thurston. Klassen beställdes 1910 i den japanska nödlagen om expansion av flottan efter att HMS Invincible tagits i bruk 1908. De fyra slagkryssarna i Kongō-klassen utformades för att matcha de andra stormakternas fartyg vid den tiden; de har kallats slagkryssarversioner av det brittiska slagskeppet HMS Erin. Med sin tunga bestyckning och sitt pansar (det sistnämnda utgjorde 23,3% av deras deplacement på cirka 30 000 ton) var Hiei och hennes systerfartyg vida överlägsna alla andra japanska huvudskepp som var i tjänst vid den tiden.

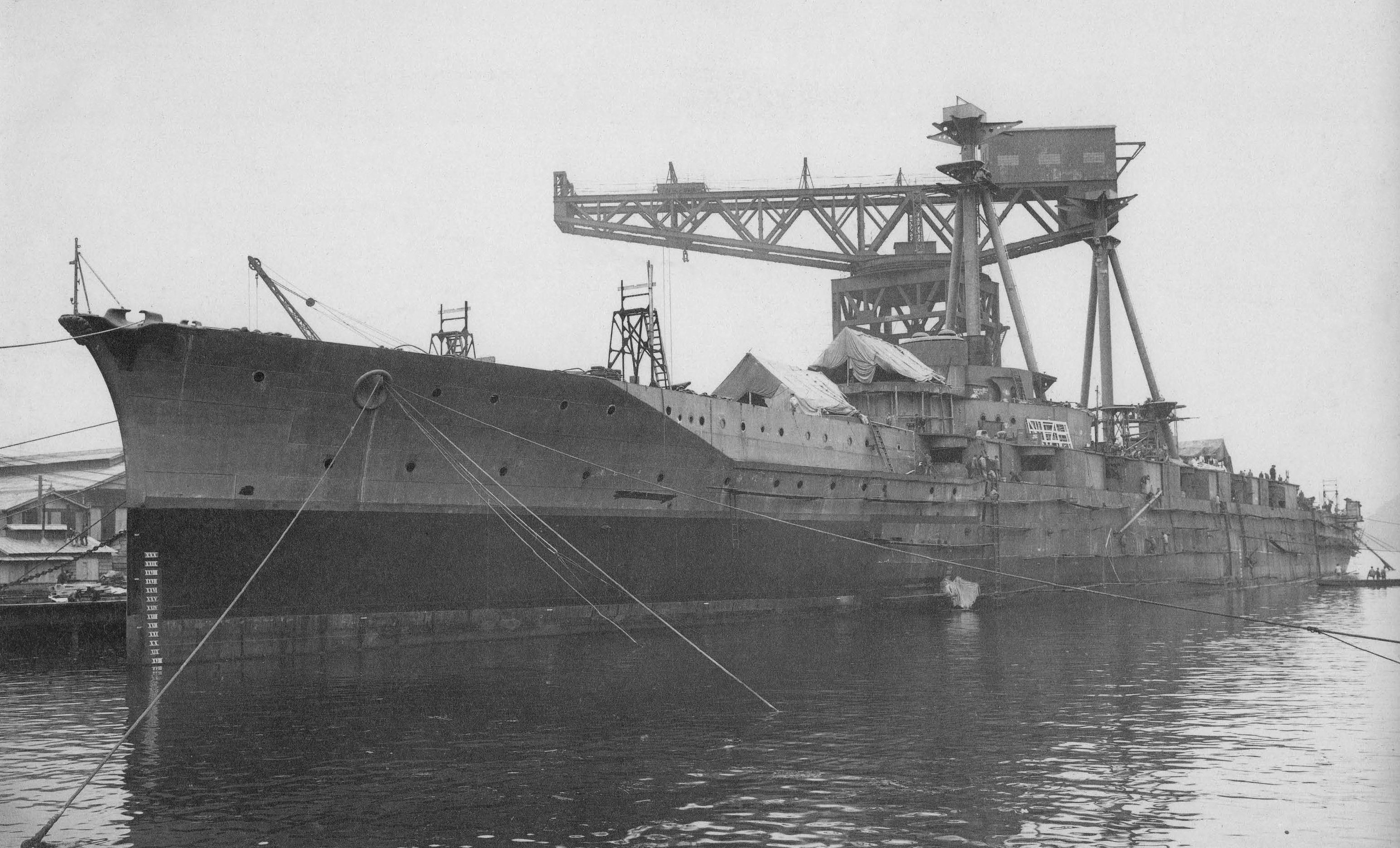
Hiei utrustas i Yokosuka i september 1913.

Hiei kölsträcktes på Yokosuka varvet den 4 november 1911 och de flesta av de delar som användes vid konstruktionen tillverkades i Storbritannien. Hon sjösattes den 21 november 1912 och färdigställdes den 4 augusti 1914.

### Bestyckning
Hieis huvudbatteri bestod av åtta 35,6 cm kanoner i fyra tvillingtorn, två i fören och två i aktern. Tornen noterades av US Office of Naval Intelligence som "liknande de brittiska 38,1 cm tornen". Var och en av hennes huvudkanoner kunde avfyra högexplosiva eller pansarbrytande granater 35,45 km med en hastighet av två granater per minut. I enlighet med den japanska doktrinen att använda kraftfullare fartyg än sina motståndare var Hiei och hennes systerfartyg de första fartygen i världen som var utrustade med 35,6 cm kanoner. Huvudkanonerna hade ammunition för nittio skott och en ungefärlig livslängd på 250-280 skott.
Hennes sekundärbatteri bestod ursprungligen av sexton 15,2 cm 50-kaliber kanoner i enkla kasematter (alla placerade mittskepps), åtta 7,6 cm kanoner och åtta nedsänkta 53 cm torpedtuber. De åtta 12,7 cm/40-kalibriga kanoner som tillkom senare kunde avfyra mellan 8 och 14 skott per minut, med en livslängd på 800-1 500 skott. Hiei hade också ett stort antal typ 96 25 mm luftvärnskanoner.

## Tjänstgöring

### 1914–1929: Slagkryssare

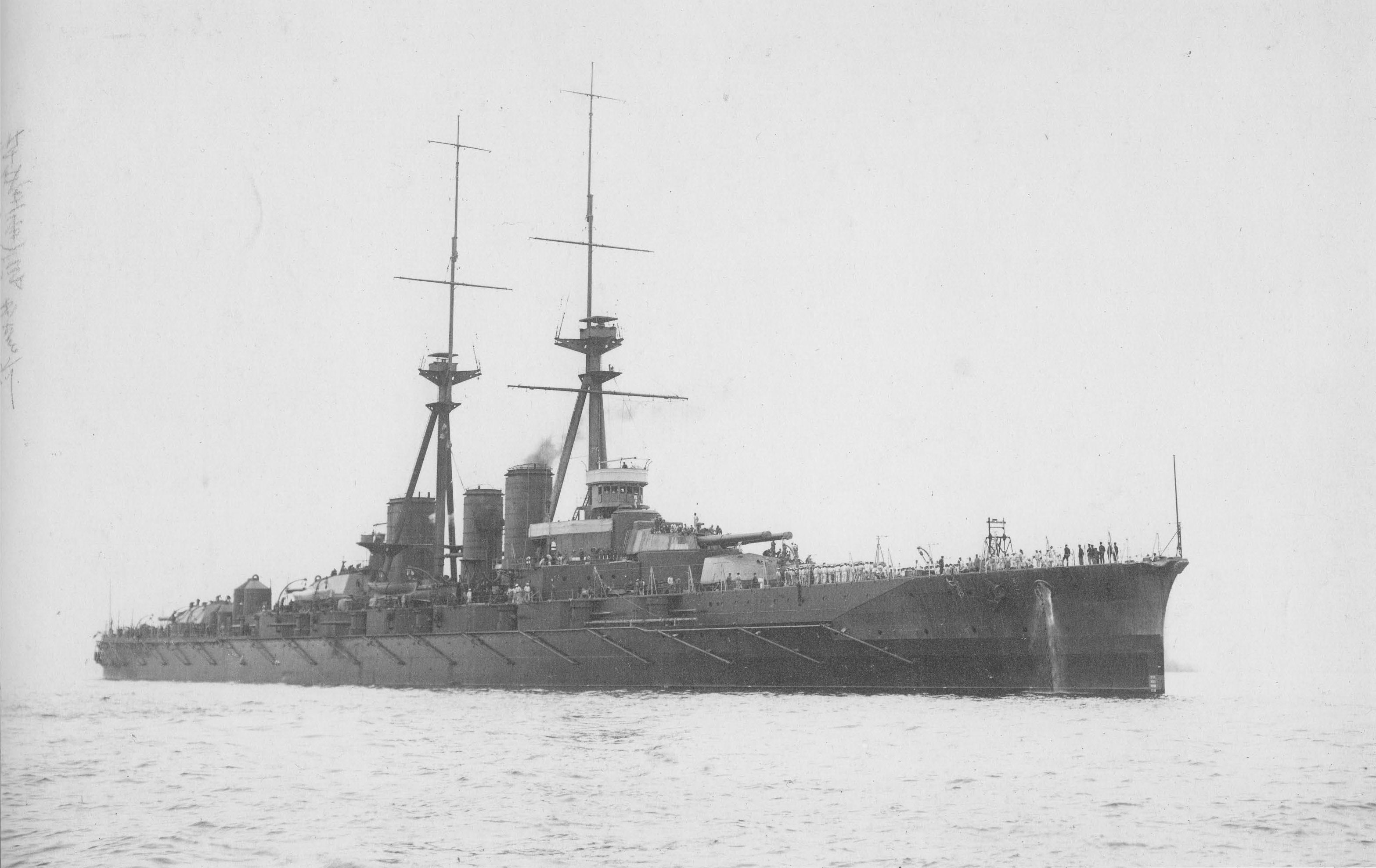
Hiei lämnar Yokosuka för flottbasen i Kure, 23 mars 1914.

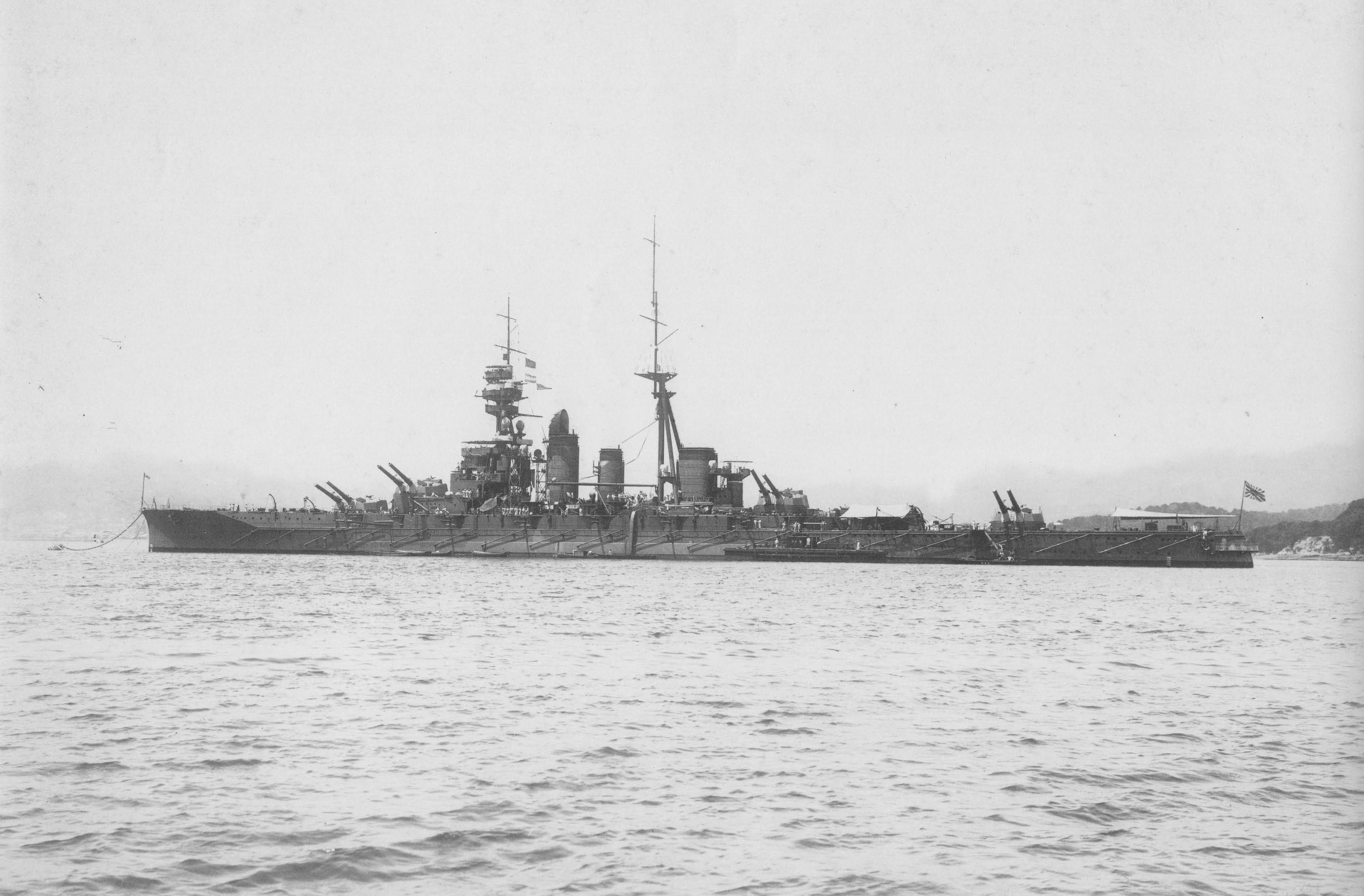
Hiei i Sasebo efter hennes första ombyggnad 1926.

Den 4 augusti 1914 togs Hiei formellt i tjänst och placerades i flottområdet Sasebo innan det två veckor senare placerades i den 3:e slagskeppsdivisionen i 1:a flottan. Den 23 augusti 1914 förklarade Japan krig mot det tyska imperiet och ockuperade de tidigare tyska kolonierna på Palau, Karolinerna, Marianerna och Marshallöarna. I oktober 1914 lämnade Hiei Sasebo tillsammans med Kongō för att stödja den kejserliga japanska arméns enheter i belägringen av Tsingtao, men hon återkallades den 17 oktober. I april 1916 patrullerade hon den kinesiska kusten tillsammans med sina nyligen sjösatta systerfartyg Kirishima och Haruna. Från 1917 till slutet av första världskriget förblev Hiei huvudsakligen i Sasebo, men patrullerade vid flera tillfällen den kinesiska och koreanska kusten tillsammans med sina systerfartyg.
Efter första världskrigets slut fick det japanska imperiet kontroll över tidigare tyska besittningar i centrala Stilla havet enligt villkoren i Versaillesfördraget. På grund av Japans varma relationer med det brittiska imperiet och USA vid den tiden blev Hiei och andra japanska krigsfartyg betydligt mindre aktiva efter kriget. Förutom en patrullering tillsammans med Haruna och Kirishima utanför den kinesiska kusten i mars 1919 förblev Hiei vid de japanska hemöarna. Den 13 oktober 1920 placerades hon i reserv. Efter den Stora Kantō-jordbävningen i september 1923 hjälpte den japanska flottans stora fartyg till med räddningsarbetet fram till slutet av månaden. Hiei anlände till flottbasen i Kure den 1 december 1923 för en ombyggnad som ökade den maximala elevationen av hennes huvudkanoner från 20 till 33 grader och byggde om hennes förmast.
Efter första världskriget försökte stormakterna stoppa all militarisering som skulle kunna leda till ett nytt krig. Enligt villkoren i Washingtonfördraget från 1922 reducerades den kejserliga japanska flottan avsevärt, med ett förhållande på 5:5:3 mellan Storbritanniens, USA:s och Japans huvudfartyg (tunga kryssare och slagskepp). Fördraget förbjöd också Japan att bygga nya huvudfartyg fram till 1931, och inget huvudfartyg fick överstiga 35 000 ton. Förutsatt att ytterligare tillägg inte översteg 3 000 ton fick befintliga kryssare och slagskepp uppgraderas med förbättrade torpedskott och däckspansar. När Washingtonfördraget hade genomförts fullt ut i Japan var endast tre klasser av huvudfartyg från första världskriget - slagskeppen Fusō-klassen och Ise-klassen samt slagkryssarna i Kongō-klassen - fortfarande aktiva.
I juli 1927 tilldelades kronprins Takamatsu - kejsare Hirohitos yngre bror - Hiei. Från oktober till november 1927 genomgick fartyget en mindre ombyggnad i Sasebo för att få plats med två Yokosuka E1Y-flygplan, även om inga katapulter lades till. Den 29 mars 1928 lämnade Hiei Sasebo tillsammans med Kongō och slagskeppen Nagato och Fusō för att patrullera utanför Zhoushan, innan hon anlände i sällskap med Kongō i Port Arthur i april 1928. I oktober 1929 återvände hon till Kure för att förbereda sin demilitarisering och ombyggnad.

### 1929–1937: Demilitarisering till att bli ett utbildningsfartyg

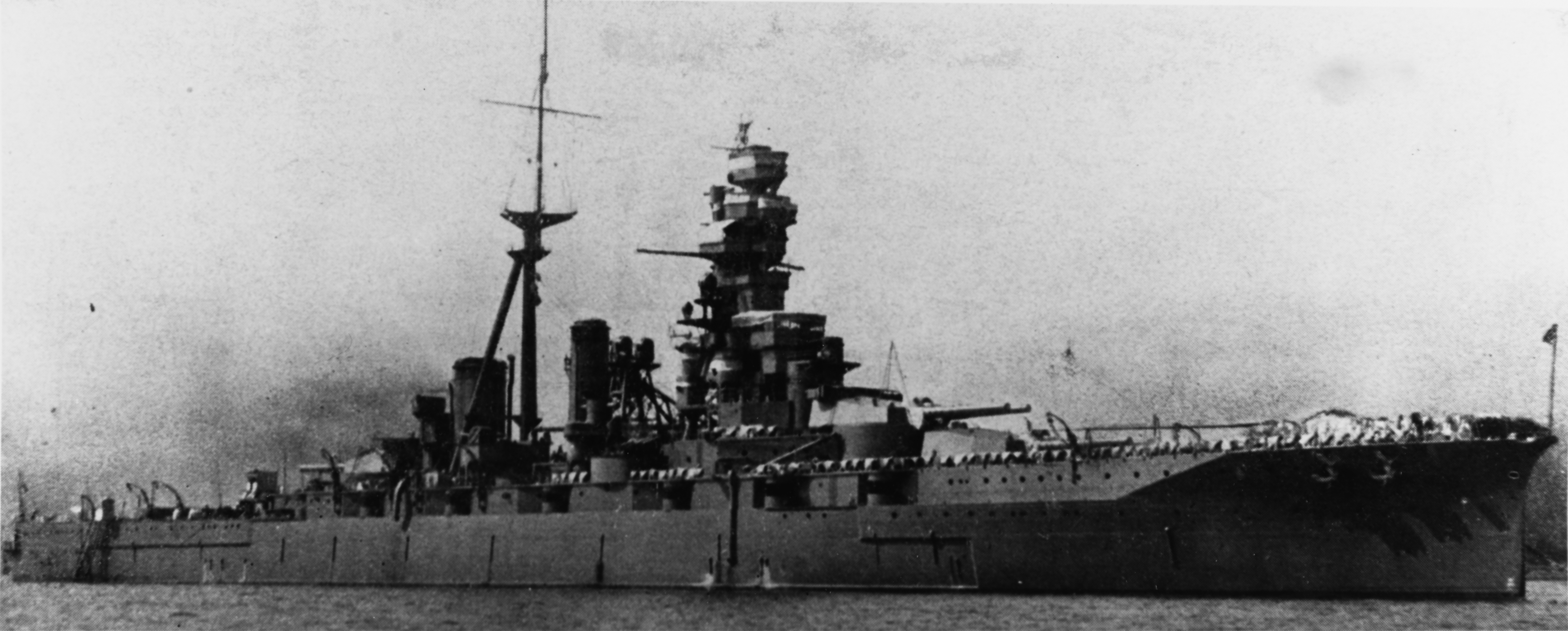
Hiei i augusti 1933, efter hennes ombyggnad till ett utbildningsfartyg.

För att undvika att behöva skrota Hiei enligt Washingtonfördraget beslutade den japanska flottan att omvandla henne till ett demilitariserat utbildningsfartyg. Den 15 oktober 1929 torrdockades hon vid Kure-varvet. Hennes kanontorn nr 4, de åtta nedsänkta torpedtuberna, 15,2 cm kanonerna och pansarbältet avlägsnades. Alla utom nio av hennes pannor togs bort, vilket minskade hennes hastighet till 18 knop (33 km/h), och en av hennes tre skorstenar togs bort. Hon omklassificerades till ett reservfartyg i slutet av november 1929. Den 24 april 1930 avbröts återuppbyggnaden på grund av undertecknandet av Londonfördraget, som ytterligare begränsade byggandet och innehavet av slagskepp bland de stora sjömakterna, och konserveringsarbetet påbörjades i Sasebo. Rekonstruktionen skulle inte återupptas förrän i juli 1931.
I september 1931 invaderade japanska arméenheter den kinesiska provinsen Manchuriet och omvandlade den till marionettstaten Manchukuo. I december 1932 placerades Hiei i den kejserliga japanska flottans träningsskvadron. Den 25 februari beslutade Nationernas förbund att Japan hade kränkt Kinas suveränitet och internationell rätt i sin invasion av Manchuriet. Då man vägrade att acceptera förbundets dom drog sig Japan ur förbundet samma dag. Detta signalerade också dess utträde ur Washington- och Londonfördragen, som tog bort alla restriktioner för den kejserliga japanska flottans konstruktion av huvudfartyg. Från slutet av maj 1933 till den 13 augusti fick Hiei uppgraderingar som gjorde det möjligt för henne att utföra regelbundna transporter för kejsaren, och tre dagar senare tjänstgjorde hon som kejsarens observationsskepp vid den kejserliga flottuppvisningen. Från januari till mars 1934 renoverades hennes torn nr 4 och ammunitionsmagasin. I november 1935 tjänstgjorde Hiei som kejsarens fartyg vid hans officiella besök i prefekturerna Kagoshima och Miyazaki.

### 1937–1941: Ombyggnad och tjänst som ett snabbt slagskepp

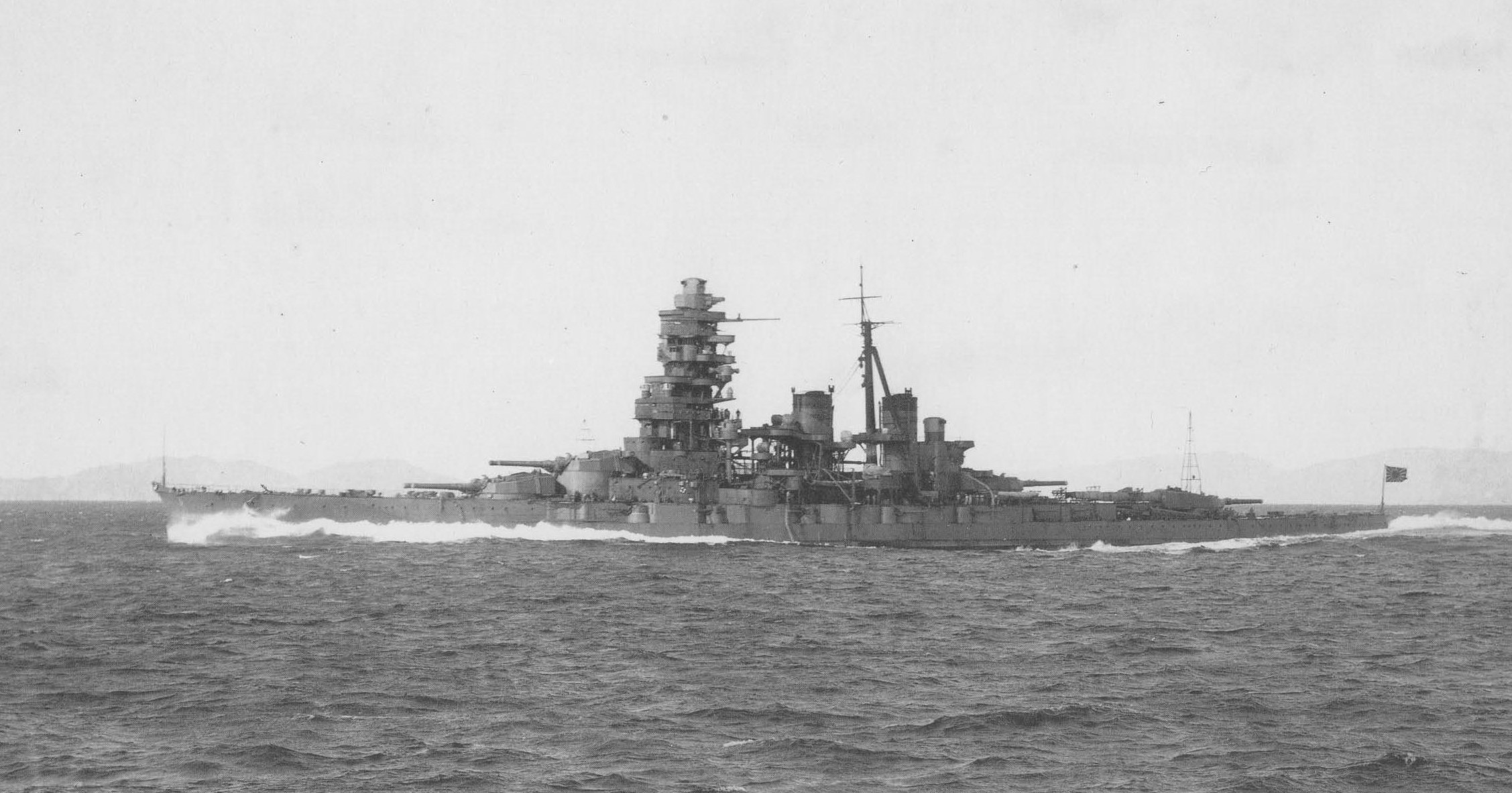
Hiei genomför sjötester utanför Tsukugewan efter hennes andra ombyggnad i december 1939.

Den japanska flottan, som inte längre var bunden av restriktionerna i Washington- och Londonfördragen, fortsatte att bygga om Hiei enligt samma principer som sina systerfartyg. Hon fick åtta nya oljeeldade Kampon-pannor och växlade ångturbiner, medan hennes akter förlängdes med 7,9 meter för att öka hastigheten. Hennes bakre 35,6 cm torn återmonterades och eldledningssystem installerades för alla fyra huvudtorn. Elevationen för hennes huvud- och sekundärkanoner ökades och hon utrustades med två spaningsflygplan av typen Nakajima E8N "Dave" och Kawanishi E7K "Alf". För detta ändamål monterades även katapulter och sjösättningsskenor akter om torn nr 3. Fjorton av hennes 15,2 cm kanoner återmonterades, och ett luftvärnsbatteri med åtta 12,7 cm allmålskanoner och tio dubbelmonterade typ 96 25 mm luftvärnskanoner monterades.
Hieis pansar uppgraderades också avsevärt. Fartygets pansarbälte återmonterades och förstärktes till en enhetlig tjocklek på 203 mm (i motsats till varierande tjocklekar på 152-203 mm före uppgraderingen), medan diagonala skott med ett djup på 127-203 mm förstärkte det huvudsakliga pansarbältet. Kanontornspansaret förstärktes till 254 mm, medan 102 mm lades till på delar av däckspansaret. Pansaret runt ammunitionsmagasinen förstärktes också under ombyggnaden. Även om Hiei fortfarande hade mindre pansar än andra japanska slagskepp var fartyget betydligt snabbare. Ombyggnaden förklarades vara slutförd den 31 januari 1940. Hiei kunde uppnå hastigheter på upp till 30,5 knop (56,5 km/h) och omklassificerades till ett snabbt slagskepp. Hon deltog i flottuppvisningen i oktober 1940, där hon inspekterades av kejsare Hirohito, medlemmar av den  kejserliga familjen, marinminister Koshirō Oikawa och amiral Isoroku Yamamoto. I november tilldelades hon den 3:e slagskeppsdivisionen i 1:a flottan.
Den 26 november 1941 lämnade Hiei ön Iturup i Kurilerna, i sällskap med Kirishima och sex japanska snabba hangarfartyg från 1:a hangarfartygsanfallsstyrkan (innehållande Akagi, Kaga, Sōryū, Hiryū, Shōkaku och Zuikaku) under befäl av viceamiral Chuichi Nagumo. Den 7 december 1941 attackerade flygplan från dessa sex hangarfartyg Förenta staternas Stillahavsflotta vid deras hemmabas Pearl Harbor och sänkte fyra slagskepp. Efter attacken och Förenta staternas krigsförklaring återvände Hiei till Japan.

### 1942: Strider och sänkning

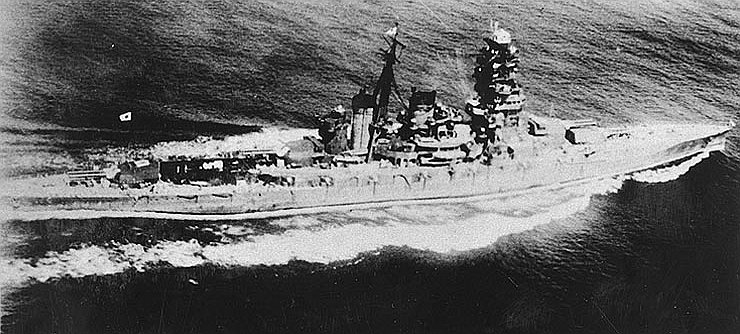
Hiei i Tokyobukten, 11 juli 1942.

Den 17 januari 1942 lämnade Hiei flottbasen i Truk med 3:e slagskeppsdivisionen för att stödja hangarfartygsoperationer mot Rabaul och Kavieng. I februari skickades hon ut tillsammans med en styrka av hangarfartyg och jagare som svar på amerikanska attacker mot japanska baser på Gilbert- och Marshallöarna. Den 1 mars, efter hangarfartygsoperationer mot Darwin och Java (i Nederländska Ostindien), angrep Hiei, Kirishima och Chikuma - som agerade som eskort för hangarfartygsstyrkan - jagaren USS Edsall. Hiei avfyrade 210 stycken 35,6 cm och sjuttio stycken 15,2 cm granater. När fartygen inte fick någon träff, immobiliserade störtbombplan från tre av amiral Nagumos hangarfartyg jagaren, som sedan sänktes av kanoneld från de tre fartygen.
I april 1942 deltog Hiei och 3:e slagskeppsdivisionen tillsammans med fem hangarfartyg och två kryssare i en massiv räd mot de brittiska flottstyrkorna i Indiska oceanen. Den 5 april - påskdagen - attackerade den japanska flottan hamnen i Colombo på Ceylon medan sjöflygplan från kryssaren Tone upptäckte två flyende brittiska kryssare, som båda senare sänktes i en flygattack. Den 8 april attackerade japanska hangarfartygsflygplan Royal Navy-basen i Trincomalee, men upptäckte att alla amiral James Somervilles återstående krigsfartyg i den brittiska östra flottan hade dragit sig tillbaka kvällen innan. När de återvände från attacken upptäckte ett pontonflygplan från Hieis systerfartyg Haruna hangarfartyget HMS Hermes, som snabbt sänktes i ett massivt luftangrepp. Flottan återvände sedan till Japan och anlände till sina hemmabaser den 23 april.

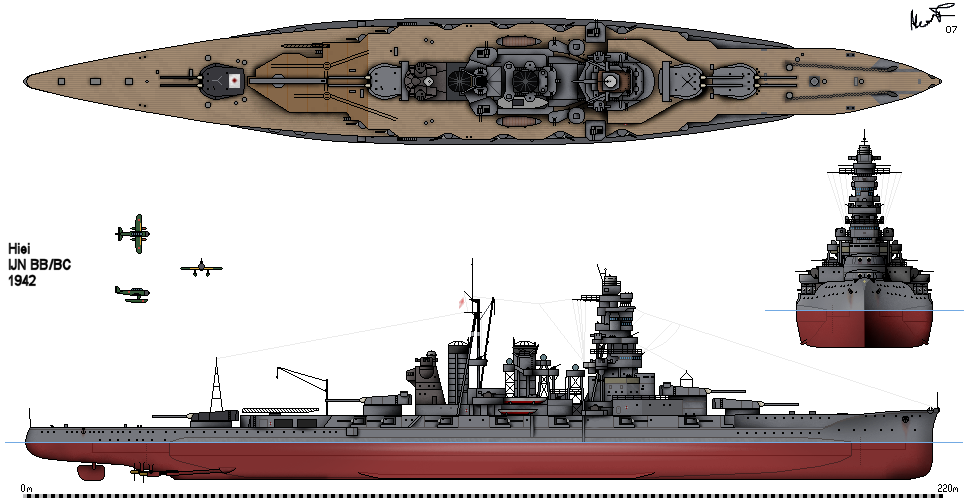
En ritning som visar hur Hiei såg ut i november 1942.

Den 27 maj 1942 deltog Hiei tillsammans med Kongō och de tunga kryssarna Atago, Chōkai, Myōkō och Haguro som en del av amiral Nobutake Kondōs invasionsstyrka under slaget vid Midway. Efter den katastrofala förlusten av fyra av den kombinerade flottans snabba hangarfartyg den 4 juni drog sig Kondōs styrka tillbaka till Japan. I juli torrdockades Hiei för ombyggnader av sina flygplansfaciliteter och tillägg av enkla och dubbla 25 mm kanonfästen. I augusti eskorterade hon det japanska hangarfartyget Shōkaku under slaget vid östra Salomonöarna. I oktober deltog Hiei i konteramiral Abes förtruppsstyrka och höll sig på avstånd när Kongō och Haruna nästan förstörde Henderson Field på Guadalcanal natten till den 13 oktober. Från den 26-30 oktober deltog Hiei och hennes systerfartyg i slaget om Santa Cruzöarna.

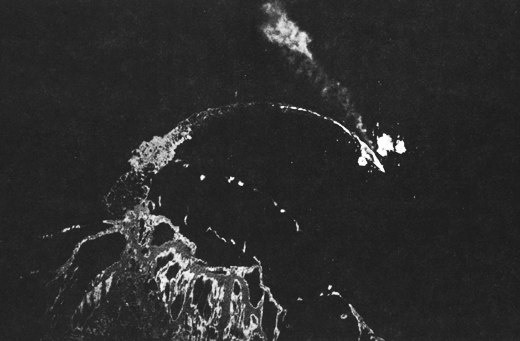
Amerikanska B-17 bombflygplan attackerar den skadade Hiei som läcker olja. 13 november 1942.

Den 10 november 1942 lämnade Hiei Truk tillsammans med Kirishima och elva jagare, alla under konteramiral Hiroaki Abes befäl, för att beskjuta amerikanska positioner nära Henderson Field. Styrkan upptäcktes av amerikanska flottans spaningsflygplan flera dagar i förväg. USA satte in en styrka bestående av två tunga kryssare, tre lätta kryssare och åtta jagare under befäl av konteramiral Daniel J. Callaghan för att möta den japanska styrkan vid Ironbottom Sound. Klockan 01:24 den 13 november upptäcktes den japanska styrkan 26 km bort av den lätta kryssaren USS Helena. Eftersom Abe inte hade räknat med motstånd hade hans slagskepps huvudkanoner laddats med luftvärnsgranater. De första salvorna från de japanska slagskeppen orsakade därför inte allvarlig skada på fiendens bepansrade skrov, maskineri och kanontorn. 01:50 aktiverade Hiei sina strålkastare och öppnade eld. Hiei och Kirishima oskadliggjorde därefter två amerikanska jagare (varav en senare sjönk). Hiei blev i sin tur måltavla för det mesta av den amerikanska elden, till stor del av amerikanska 12,7 cm kanoner som på nära håll tillfogade Hieis överbyggnad allvarliga skador. USS Laffey träffade Hieis brygga och skadade amiral Abe själv och dödade hans stabschef, kapten Masakane Suzuki. Koncentrationen på Hiei gjorde det möjligt för Kirishima att undkomma attacken, och hon skadade USS San Francisco svårt och dödade amiral Callaghan. Granater från San Francisco satte dock Hieis roder ur funktion.
Med ett av sina slagskepp immobiliserat beordrade Abe resten av den japanska flottan att dra sig tillbaka klockan 02.00. Kirishima försökte bogsera Hiei i säkerhet, men vatten översvämmade Hieis styrmaskiner, vilket gjorde att hennes roder fastnade på styrbord och tvingade henne att segla i cirklar. Under hela morgonen den 13 november utsattes Hiei för attacker från amerikanska B-17 Flying Fortress bombplan. Hon fortsatte att cirkulera åt styrbord i en hastighet av 5 knop. 11:30 träffade två torpeder som avfyrades från Grumman TBF Avenger torpedflygplan Hiei. Efter att ha utsatts för ytterligare flera torped- och störtbombsattacker under dagen beordrades besättningen att överge fartyget, och de eskorterande jagarna sköt torpeder mot henne. Hiei sjönk någon gång på kvällen den 13 november med förlust av 188 besättningsmän; det första slagskeppet som Japan förlorade under andra världskriget.

### Vrak
Den 6 februari 2019 meddelade Paul Allens utforskningsfartyg RV Petrel att Hiei hade upptäckts. Enligt forskningsgruppen ligger huvuddelen av Hiei nu upp och ner på 900 meter djupt vatten nordväst om Savo Island i Salomonöarna. Liksom systerfartyget Kirishima har fartygets bog försvunnit framför bryggan på grund av en explosion i magasinet.